# قلعه کنتک
قلعه کنتک، روستایی در دهستان رودبار بخش مرکزی شهرستان رودبار جنوب در استان کرمان ایران است.

## جمعیت
بر پایه سرشماری عمومی نفوس و مسکن در سال ۱۳۹۵، جمعیت این روستا برابر با ۱۲۰ نفر (۳۵ خانوار) بوده است.